# 王野耕
王野耕（1908年—1949年），原名王浩，浙江临安市顺溪乡白果乾山村人。中华民国人物。

## 生平
抗日战争期间，曾任伪昌化县政府秘书、区长。1948年冬，执行苏浙皖人民解放军指示，协助他人成功绘制昌化龙岗一带的交通路线图和昌化县政府的平面图。同时，还担任中共苏浙皖边区工委领导和伪昌化县领导之间的联络员，1949年初，昌化举办青年干部训练班，他具体主持校务。同年4月9日昌化形势突变，他和裘正当机立断，决定提前起义。当夜将县自卫大队100多名武装人员带至龙岗。他返回昌化县城，准备次日凌晨率领“青训班”学员和县政府警卫班到昌化桃花溪与县自卫大队会合。当他率部准备出县城时，被保安团包围遭捕。4月10日，浙江省政府派兵偷袭昌化，镇压起义，王野耕为保护训练班学员而被捕。之后被押至杭州六和塔下杀害。